# Claude-Marguerite Renart de Fuchsamberg
Cet article concerne Claude-Marguerite Renart de Fuchsamberg. Pour son père, voir Claude-Thomas Renart de Fuchsamberg.
Claude-Marguerite François Renart de Fuchsamberg, 3e marquis puis comte d'Amblimont, seigneur de Saint-Fort-sur-Gironde, d'Usson, de Bresneau, du Bouquet, et d'autres terres, né le 8 novembre 1736 à Rochefort en Charente-Maritime et mort le 14 février 1797 à la bataille du cap Saint-Vincent, est un aristocrate et officier de marine français du XVIIIe siècle.
Il se distingue pendant la guerre d'indépendance des États-Unis et parvient au grade de contre-amiral, mais doit émigrer à la Révolution. Il entre au service de l'Espagne et est tué à la bataille du cap Saint-Vincent en 1797, au large du Portugal.

## Biographie

### Origines et famille
Claude-Marguerite Renart de Fuchsamberg appartient à la Maison Renart de Fuchsamberg, une famille champenoise d'origine bourgeoise, s'étant fait passer avant son anoblissement pour noble et originaire de Saxe. Anoblie par lettres patentes en 1674, elle a donné au royaume de France plusieurs officiers de marine.
Son père Claude-Thomas Renart de Fuchsamberg, 2e marquis d'Amblimont (1690-1772) est chef d'escadre dans la Marine royale. Sa mère est Marguerite Michel, dame de Saint-Fort-sur-Gironde (1698-1780).
Son grand-père, Thomas-Claude Renart de Fuchsamberg, 1er marquis d'Amblimont (1642-1700), chef d'escadre lui aussi, sera Gouverneur général des îles d'Amérique et se distingue en 1674, à la Martinique, face à l'amiral hollandais Michiel de Ruyter.

### Carrière dans la Marine royale
Comme son père et son grand-père avant lui, Claude-Marguerite entre jeune dans la Marine royale. Il a 15 ans, lorsqu'il intègre une compagnie de garde-marine en décembre 1751. Promu enseigne de vaisseau en 1754, il se distingue par son aptitude au commandement et son habileté manœuvrière. Il commande la frégate La Sardoine en 1759, puis L'Étourdie en 1762, L'Héroïne et La Diligente en 1763.
Promu capitaine de frégate en 1764, il commande successivement La Dédaigneuse en 1766 puis La Tourterelle en 1770. Il est fait chevalier de l'ordre royal et militaire de Saint-Louis en 1771 et est promu capitaine de vaisseau l'année suivante.
En 1770, il se fait construire un bel hôtel particulier à Rochefort, bâtiment devenu l'hôtel de ville en 1804.

#### Guerre d'indépendance des États-Unis

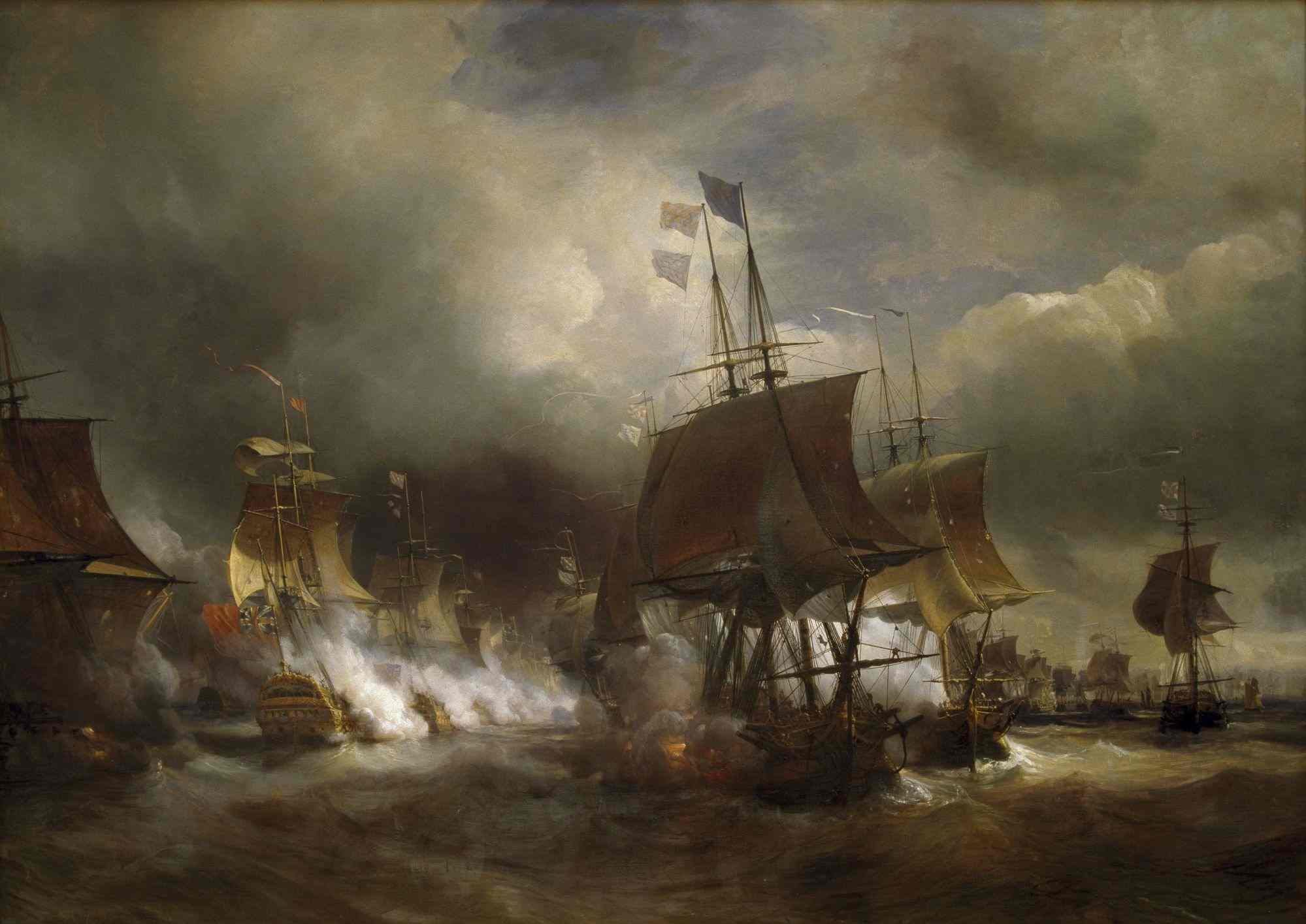
Bataille d'Ouessant (1778), huile sur toile par Théodore Gudin.

Il participe à la bataille d'Ouessant, le 27 juillet 1778 sur le vaisseau Le Vengeur.
Commandant de L'Hercule dans l'escadre du comte de Guichen, il participe aux trois combats contre l'amiral anglais Rodney au large de la Dominique en 1780. Commandant Le Brave, il combat et est fait prisonnier lors de la Bataille des Saintes, le 12 avril 1782. Membre fondateur de la Société des Cincinnati, en 1783, il est promu au grade de chef d'escadre des armées navales en août 1784.
Il publie en 1788 un ouvrage réputé sur la tactique navale, intitulé Tactique navale, ou Traité sur les évolutions, sur les signaux et sur les mouvements de guerre.

### Sous la Révolution française
Élevé à la dignité de contre-amiral en janvier 1792, il assiste à l'Assemblée provinciale réunie à Saintes au mois de février 1789, et est convoqué à l'Assemblée de Saint-Jean-d'Angély, en vue d'élire les représentants de la noblesse aux États généraux de 1789.

### Émigration et mort au service de l'Espagne

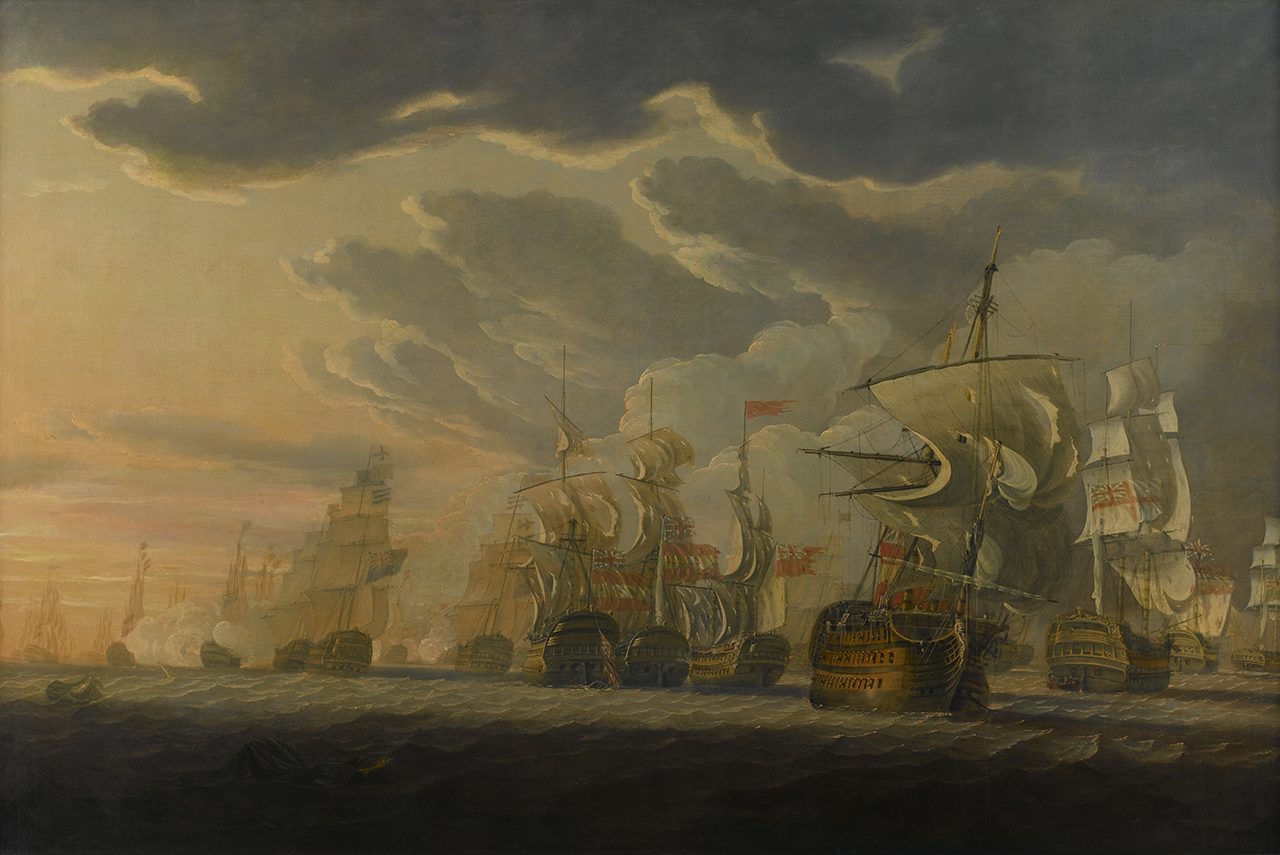
Bataille du cap Saint-Vincent par Robert Cleveley

Le comte d'Amblimont émigre en Espagne en novembre 1791 ou en 1793, et entre au service dans la marine espagnole. Il est emporté par un boulet de canon, à bord du vaisseau espagnol La Regla de 112 canons qu'il commande, au combat du cap Saint-Vincent, le 14 février 1797, contre l'amiral Jervis.
« [...] Lord Saint-Vincent (ancien capitaine Jarvis), dans la guerre de la révolution, a commandé la grande armée navale qui pendant si longtemps a bloqué Cadix. Il détruisit en presque totalité l'armée navale espagnole dans la bataille qui se donna près du cap Saint-Vincent et s'empara d'un très grand nombre de leurs vaisseaux. Un seul lui présenta une résistance telle qu'il ne put jamais lui faire amener son pavillon, quoique réduit à l'état le plus déplorable. Lord Saint-Vincent dit plusieurs fois pendant le combat qu'il était commandé par un officier de l'ancienne marine française au service de l'Espagne : ce vaisseau était en effet commandé par le comte d'Amblimont qui fut tué tout au commencement du combat et remplacé par son second, le chevalier de Morteaux, qui se couvrit de gloire et se fit admirer de toute l'armée anglaise. » 

### Mariage et descendance

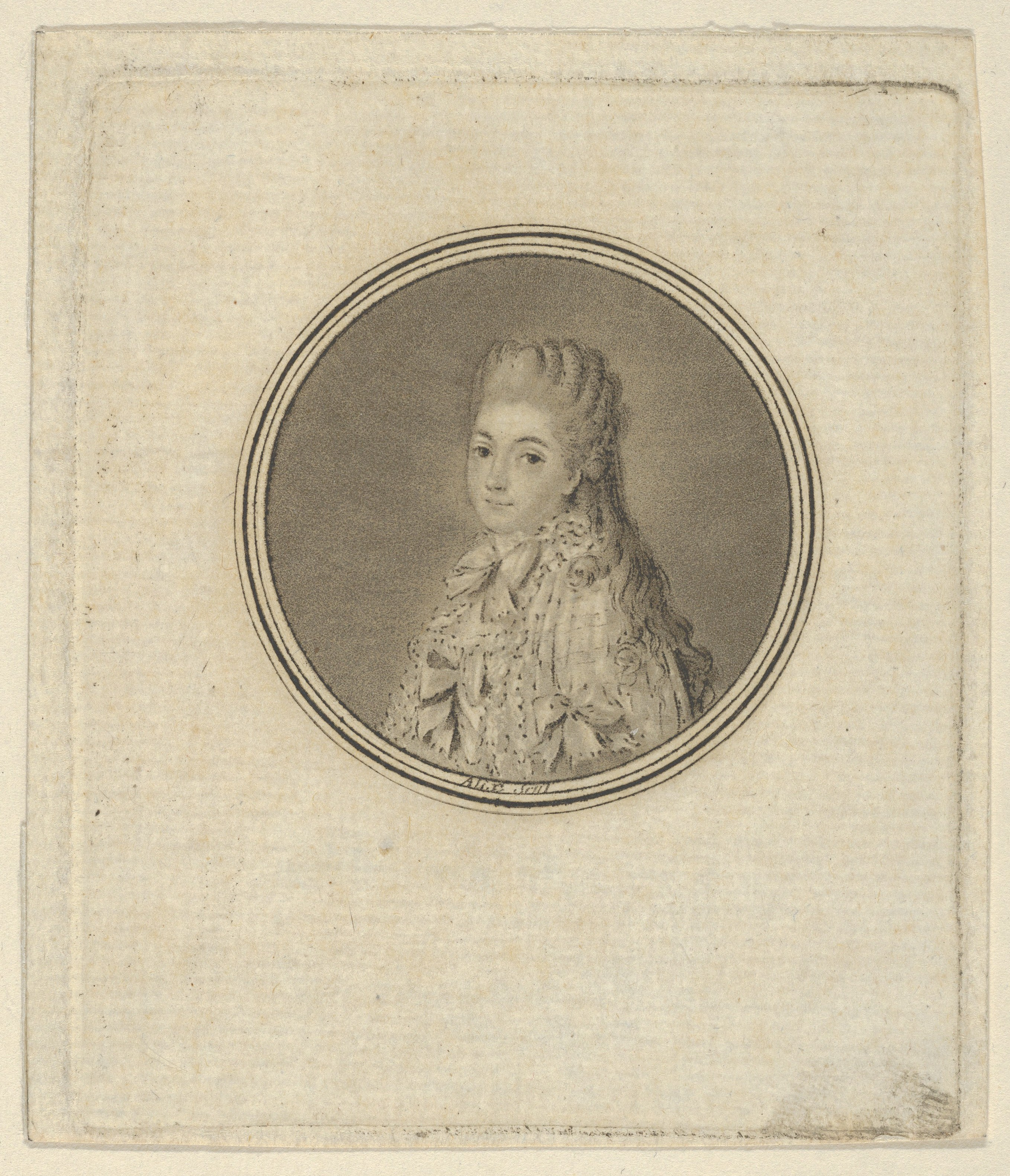
Anne de Chaumont-Guitry, comtesse d'Amblimont.

Il épouse, au château de Cachan, près de Paris, le 17 juillet 1754, Marie-Anne de Chaumont de Quitry. Le Roi et la famille royale signent le contrat le 29 juin précédent. La comtesse d'Amblimont meurt à Saintes, le 4 mai 1812. De cette union naissent deux enfants :
- Louis-Jean-Casimir Renart de Fuchsamberg d'Amblimont, filleul de Louis XV et de Madame de Pompadour, il est baptisé le 26 septembre 1763, mort jeune;
- Béatrix-Étiennette Renart de Fuchsamberg d'Amblimont, dame d'honneur de la princesse de Lamballe, née à Paris, le 17 avril 1764, mariée le 13 janvier 1782 à Joseph-Paul-Jean, comte de Lage de Volude, lieutenant de vaisseau. Le contrat de mariage est signé par le Roi et la famille royale. La comtesse de Lage de Volude meurt à Bade, le 7 décembre 1842.

### Sources et bibliographie
- Olivier Chebrou de Lespinats, « Officiers de Marine de l'Ordre de Saint-Lazare de Jérusalem (1610-1910) » [PDF], sur sancti-lazari.com, mars 2012 (consulté le 11 mai 2012)
- Léon Audebert de La Morinerie, La Noblesse de Saintonge et d'Aunis convoquée pour les Etats-Généraux de 1789 sur Google Livres
- Béatrix Stéphanie Renart de Fuchsamberg d'Amblimont, marquise de Lage de Volude Souvenirs d'émigration de Madame la Marquise de Lage de Volude, dame de S.A.S. Madame la Princesse de Lamballe, 1792-1794: lettres a Madame la Comtesse de Montijo sur Google Livres, A. Hérissey, 1869
- Étienne Taillemite, Dictionnaire des marins français, Tallandier, 2002, 576 p. (ISBN 978-2-84734-008-2), p. 11.